# مزوزومبور
مزوزومبور (به مجاری:  Mezőzombor) یک منطقهٔ مسکونی در مجارستان است که در ناحیه سرنچ واقع شده‌است.